# Sel (lugnvatten)
Denna artikel handlar om sel i vattendrag. Se detta uppslagsord för flera betydelser av ordet: sel.
Ett sel är en del av en älv eller flod med lugnvatten. Den lugna vattnet kan bero på att flodsträckan har relativt liten lutning och att floden där blir bredare. Ofta är sel en benämning på sträckan mellan två forsar. I selet sjunker sediment till botten, precis som i floddeltat.
Ordet sel ingår i många svenska ortnamn, till exempel Sorsele, Rödåsel, Mellansel, Selånger.